# دنبری (ویسکانسین)
دنبری (به انگلیسی: Danbury) یک منطقهٔ مسکونی در ایالات متحده آمریکا است که در شهرستان بارنت، ویسکانسین واقع شده‌است. دنبری ۱۷۲ نفر جمعیت دارد.